# Josefin Kipper
Josefin Kipper (* 27. Dezember 1928 in Wien; † 23. August 1981; eigentlich Josefine Ilse Berta Kipper-Waniek) war eine österreichische Schauspielerin.

## Leben
Nach dem Besuch des Gymnasiums und einer Schauspielschule erhielt sie ab 1950 Filmrollen. Seit 1952 war sie mehrmals eine der Hauptdarstellerinnen. In den Filmen Rosen-Resli und Der schweigende Engel verkörperte sie jeweils die beste erwachsene Freundin der im Mittelpunkt stehenden kleinen Christine Kaufmann. Sie lebte in München.

## Filmografie
- 1950: Insel ohne Moral
- 1951: Falschmünzer am Werk
- 1951: Die Dame in Schwarz
- 1952: Das weiße Abenteuer
- 1952: Heimweh nach Dir
- 1952: Der Obersteiger
- 1953: So ein Affentheater
- 1954: Rosen-Resli
- 1954: Conchita und der Ingenieur
- 1954: Der schweigende Engel
- 1955: Paixão nas Selvas
- 1955: Sohn ohne Heimat
- 1956: Die Ausgestoßenen (Todos somos necesarios)
- 1956: Wo die alten Wälder rauschen